# Pantaleone Sergi
Pantaleone Sergi (Limbadi, 17 novembre 1947) è un giornalista, scrittore e storico italiano.

## Biografia
Dopo la maturità classica al Liceo "Bruno Vinci" di Nicotera si è laureato in Scienze Politiche all'Università di Messina. Ha lavorato ai quotidiani L'Ora, L'Unità, il Giornale di Calabria, ed è stato inviato speciale del quotidiano La Repubblica, dove ha lavorato per trenta anni, nonché fondatore e direttore de Il Quotidiano della Calabria, oggi Il Quotidiano del Sud. In quaranta anni di professione ha collaborato con numerose testate giornalistiche quotidiane e periodiche nazionali. Ha insegnato, per diversi anni, Storia del giornalismo e Linguaggio giornalistico nelle facoltà di Scienze Politiche e di Lettere dell'Università della Calabria. È deputato di Storia patria della Calabria. Dal dicembre 2010 al dicembre 2018, è stato presidente dell'ICSAIC (Istituto calabrese per la storia dell'antifascismo e dell'Italia contemporanea), ed è tuttora presidente del Centro di Ricerca sulle Migrazioni con sede all'Università della Calabria. Dal 2002 al 2007 è stato sindaco del comune di Limbadi. Dal giugno 2005 al marzo 2010 è stato portavoce del presidente della Regione Calabria. Scrive libri di storia del giornalismo, dell'emigrazione e sull'evoluzione della criminalità organizzata, con particolare attenzione alla 'ndrangheta calabrese e alla mafia lucana dei Basilischi. Dal 2010 ha concentrato la sua ricerca storica sui giornali dell'emigrazione italiana nel Cono Sud dell'America Latina e in Turchia. Nel 2017 ha esordito come narratore con il romanzo "Liberandisdòmini" a cui, cinque anni dopo è seguito "Il giudice, sua madre e il basilisco", una storia di 'ndrangheta e sentimenti. È direttore responsabile della Rivista storica calabrese ed è stato condirettore della seconda serie  del Giornale di Storia Contemporanea.

## Opere
- La Santa violenta: storie di 'ndrangheta e di ferocia, di faide, di sequestri, di vittime innocenti (1991)
- Quotidiani desiderati: giornalismo, editoria e stampa in Calabria (2000)
- Il quotidiano dei 57 giorni: da Bari a Cosenza per stampare "La Calabria" (2001)
- Gli anni dei basilischi: mafia, istituzioni e società in Basilicata (2003)
- L'informazione in Basilicata, con Concetta Guido (2003)
- Pane, pace e costituente: una "Voce" socialcomunista in Puglia, 1945-1947 (2004)
- Regione di confino: la Calabria, 1927-1943, (a cura di), con Ferdinando Cordova, (2005)
- Fascismo e antifascismo nella stampa italiana in Argentina: così fu spenta La Patria degli Italiani, (2007)
- Stampa e società in Calabria, (2008)
- Storia del Giornalismo in Basilicata, Per passione e per potere, (2009)
- Stampa migrante, (2010)
- Destino Uruguay, vol. 1, Gli Italiani e la loro stampa sull'altra sponda del Plata, (2011)
- Destino Uruguay, vol. 2, Storie di ieri e di oggi dell'emigrazione italiana, (2011)
- Patria di carta. Storia di un quotidiano coloniale e del giornalismo italiano in Argentina, (2012)
- In mezzo al guado. L'informazione in Basilicata tra "old" e "new media". Rapporto 2013, (2013)
- Storia della stampa italiana in Uruguay, (2014)
- La Calabria dall'Unità al secondo dopoguerra (a cura di), (2015)
- Traiettorie culturali tra il Mediterraneo e l’America latina, con Vittorio Cappelli (a cura di), (2016)
- Liberandisdòmini (romanzo), (2017)
- La Santa 'ndrangheta. Da "violenta" a "contesa", con Anna Sergi, (2021)
- Voci d'Italia fuori dall'Italia. Giornalismo e stampa dell'emigrazione, con Bénédicte Deschamps (a cura di), (2021)
- Il giudice, sua madre e il basilisco (romanzo), (2022)
- Giornali e giornalismo degli italiani in Cile, (2023)